# 弗格森冰原島峰
73°33′S 63°48′W / 73.550°S 63.800°W
弗格森冰原島峰（英語：Ferguson Nunataks），是南極洲的冰原島峰，位於帕爾默地，處於梅納達斯冰川和斯萬冰川之間，美國地質調查局根據該國海軍的空中照片繪入地圖，現時由南極條約體系管理。